# ماتزو بال
ماتزو بال (به ییدیش: קניידלעך) یک نوع سوپ مرغ یهودی اشکنازی است که از مخلوط کردن مصا، تخم مرغ، آب و یک نوع چربی نظیر مارگارین یا چربی مرغ تهیه می‌شود.